# Стадион Насионал (Никарагва)
Стадион Насионал (Никарагва) (шп. Estadio Nacional de Fútbol de Nicaragua) у Манагви, Никарагва, дом је фудбалске репрезентације Никарагве. Званична церемонија пресецања врпце, којој је присуствовао председник ФИФА Сеп Блатер, одржана је 14. априла 2011. године. Прва званична утакмица била је утакмица мушке фудбалске репрезентације Никарагве са Панамом у квалификационој утакмици за Светско првенство у фудбалу 2014, 6. септембра 2011. године. 

## Преглед
Предвиђено да буде изграђен као најмодернији стадион у Централној Америци, само прва фаза изградње је завршена до априла 2011. године. Ова прва фаза је укључивала изградњу терена за игру, свлачионице за тимове и службена лица и главне трибине. Друга и наредне фазе укључују штандове у крајњој зони, као и медијски центар и центар за комуникације.
Национални фудбалски стадион се понекад меша са старим националним стадионом, Естадио Денис Мартинез у центру Манагве. Тај стадион је изграђен 1948. године, пре свега као бејзбол стадион. А то је у ствари био стадион који је репрезентација користила пре изградње садашњег стадиона. Фудбал има све већу популарност међу Никарагванцима и наметнуо је свој глас у обезбеђивању новог сопственог стадиона.

## Локација
Стадион се налази у просторијама Националног аутономног универзитета Никарагве и представља заједнички пројекат ФЕНИФУТ-а и владе Никарагве, а служи и за промоцију спортских активности међу студентима УНАН-а.